# Parodos

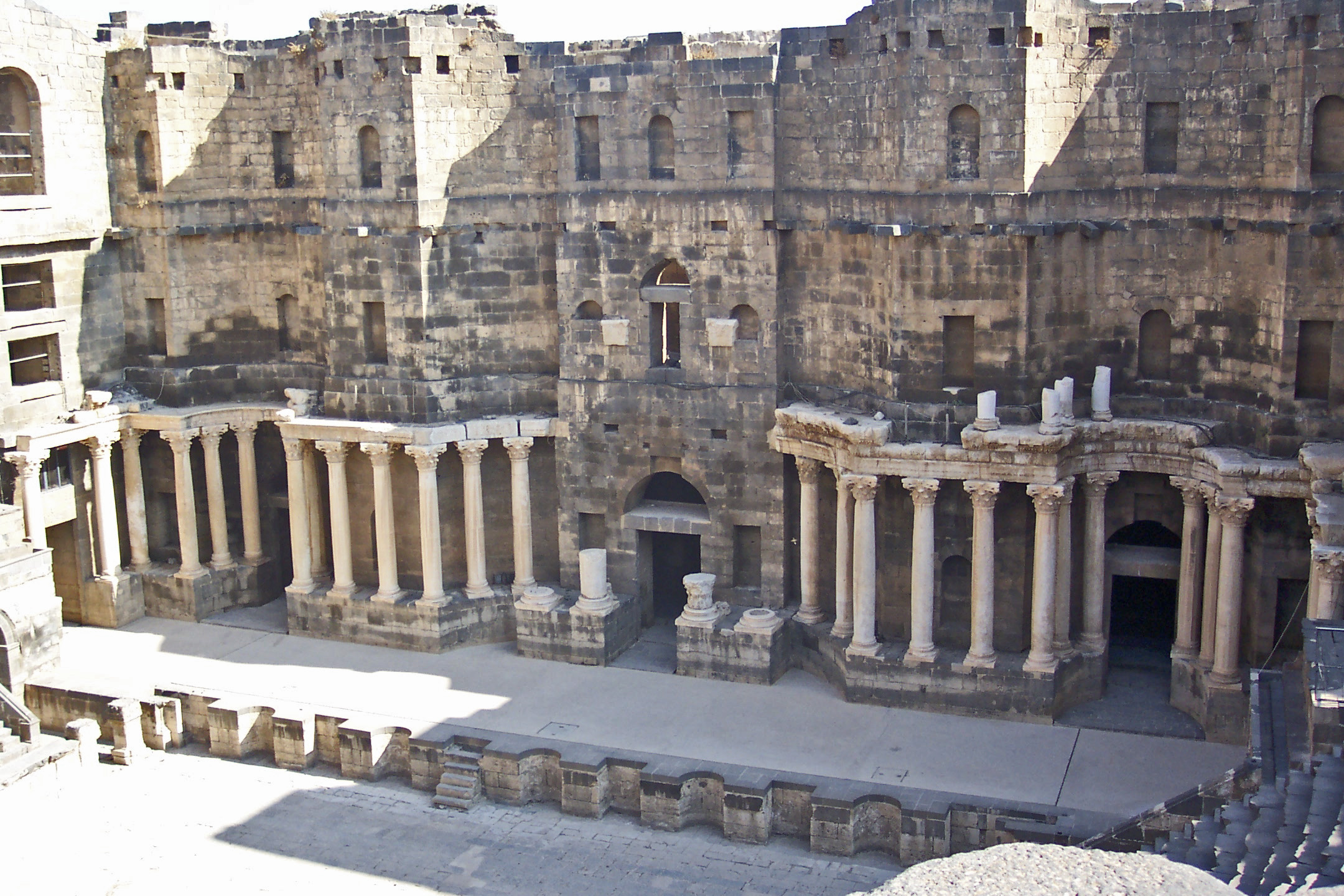

Le mot grec ancien párodos (πάροδος, nom féminin) signifie « entrée » et a pris en français deux sens distincts, suivant en général le nombre auquel il est employé.

## Laparodosdans l'œuvre théâtrale
La parodos (πάροδος) est, dans la tragédie grecque comme dans la comédie grecque antique, le premier chant entonné par le chœur, après l'éventuel prologue. Au sens large, le terme englobe « les hypermètres anapestiques qui en précèdent immédiatement la première strophe dans quelques tragédies ». Le chœur prend alors place dans l’orchestra, qu'il ne quittera plus jusqu'à la fin de la pièce.
C'était à l'origine, l'étymologie le prouve, le chant qui accompagnait l'entrée du chœur, mais dans la suite l'usage donna ce nom au premier grand morceau chanté par le chœur tout entier, ou déclamé en récitatif pour ce qui concerne les anapestes.
La parodos est composée de strophes, d'antistrophes, ainsi que d'épodes éventuelles. Elle peut être longue comme dans l'Agamemnon d'Eschyle (223 vers), ou brève comme dans La Folie d'Héraclès d'Euripide (30 vers).
La parodos est écrite dans un dialecte littéraire : le dorien de la poésie lyrique. Elle était accompagnée de musique et de danse.
La parodos peut être faite en forme de kommos, comme dans Électre ou dans Iphigénie en Tauride d'Euripide.

## Lesparodoïdans l'architecture théâtrale
Les parodoï (πάροδοι) étaient, dans le théâtre grec antique, les deux passages entre les sièges des spectateurs et la skènè, qui reliaient principalement l’orchestra à l'extérieur du théâtre. Le terme d'eisodos (entrée) est aussi en usage. Le singulier est parodos (πάροδος), mais ce mot au singulier désigne également le chant prononcé par le chœur lors de son entrée sur l’orchestra, c'est-à-dire les paroles qui, dans les tragédies antiques, suivent immédiatement le prologue.
Après l'introduction par les dramaturges grecs d'un deuxième et d'un troisième acteur, le développement de la skènè a donné naturellement naissance aux parodoï, qui permettaient au chœur d'entrer sur l’orchestra pendant la pièce.
Pendant la période hellénistique, ces sorties furent murées et richement décorées de porches et de frises ; elles pouvaient être couvertes.
Dans le théâtre latin, comme l'importance du chœur déclinait, les parodoï servirent à l'entrée dans les gradins des spectateurs de marque assis aux rangs honorifiques.